# Ctenocompa mesocentra
Ctenocompa mesocentra är en fjärilsart som beskrevs av Edward Meyrick 1905. Ctenocompa mesocentra ingår i släktet Ctenocompa och familjen säckspinnare. Inga underarter finns listade i Catalogue of Life.